# IZj (automerk)

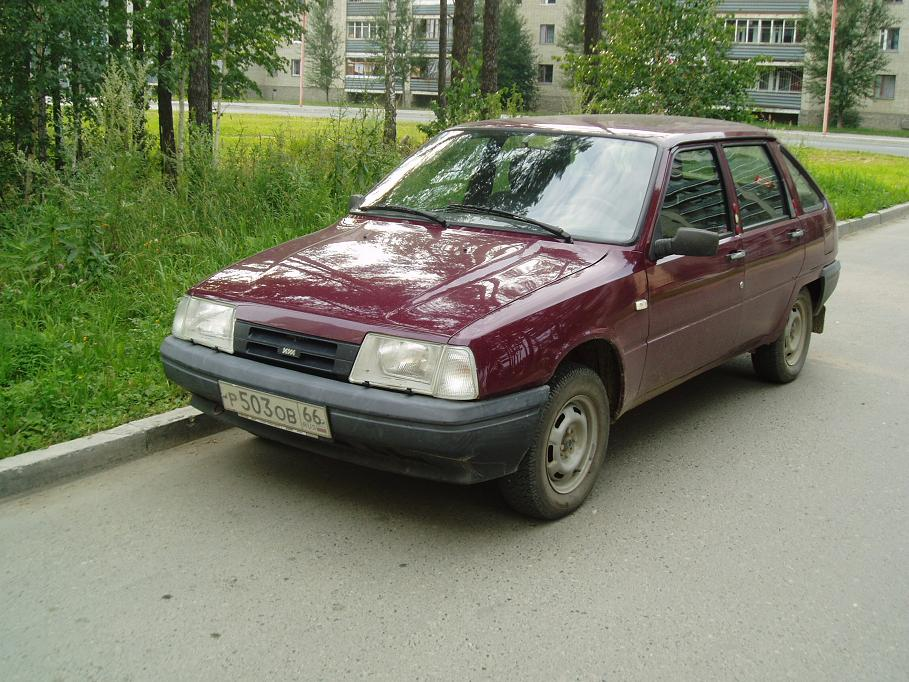
Een auto uit de laatste modellenlijn van IZj. De wagen op de foto is een IZj 2126

IZj of IZh (Russisch: ИЖ) is een Russisch automerk, geproduceerd van 1966 tot 2005 door Izjmasj in Izjevsk.

## Geschiedenis
In 1966 begon de machine- en motorenfabriek van Izjevsk met de productie van personenwagens (geplande productie 220.000 eenheden). Het eerste model was de Moskvitsj 403, vanaf 1967 gevolgd door sedan-, combi-, pick-up- en bestelwagenvarianten van de Moskvitsj 412 (in 1974: 150.000 stuks). Tot 1977 liepen in Izjevsk onder de benaming IZj ongeveer een miljoen auto's van de band.
Op basis van de 412 verschenen in 1972 de bestelwagen IZj 2715 en de pick-up IZj 27151, een jaar later gevolgd door de hatchback-variant IZj 2125, op sommige markten aangeduid als IZj 1500 en vanaf 1982 IZj 21251 genaamd. In 1986 werden van dat type exact 123.580 eenheden geproduceerd. Eind jaren tachtig kwam elke zevende in de USSR geproduceerde personenauto uit Izjevsk.
Had men tot die tijd meer of minder sterk gemodificeerde Moskvitsj-varianten geproduceerd, in 1986 werd een volkomen nieuw model voorgesteld: de vijfdeurs hatchback IZj 2126. Ook hier werd de beproefde, intussen in samenwerking met het instituut voor motorenbouw in Omsk sterk verbeterde 1,5-liter Moskvitsj-motor (met nieuw ontworpen cilinderkop) gebruikt. Het vermogen werd tot 53 kW gereduceerd, de vijfversnellingsbak was een nieuw ontwerp. De aerodynamisch gunstig gevormde compacte wagen had conventionele achterwielaandrijving. In plaats van de Moskvitsj-bladveren werden achter schroefveren gemonteerd, de starre achteras bleef echter in gebruik. Dit model werd met enkele modificaties tot 2005 geproduceerd.

## IzjAvto
Naast de productie van het eigen model begon IZj na het uiteenvallen van de Sovjet-Unie met de assemblage van de Kia Spectra (in Nederland bekend als Mentor of Shuma) en voor AvtoVAZ de productie van verschillende Lada-modellen zoals de Lada 2105 en de daarvan afgeleide modellen 2104 en 2107.
Sinds Renault-Nissan in 2004 een meerderheidsbelang kreeg in AvtoVAZ produceert de fabriek in Izjevsk, tegenwoordig IzjAvto geheten en na de fusie met IzjMech onderdeel van het Kalasjnikov-concern, ook modellen van die merken, zoals de Nissan Almera en de Renault-modellen Fluence en Logan.
Momenteel (2016) bouwt de fabriek in Izjevsk de Lada Granta, Lada Vesta, Nissan Sentra en Nissan Tiida.